# Milovice (Boêmia Central)
Milovice é uma cidade checa localizada na região da Boêmia Central, distrito de Nymburk.